# Голбан Ігор Валерійович
Ігор Валерійович Голбан (узб. Igor Valeryevich Golban, рос. Игорь Валерьевич Голбан, нар. 31 липня 1990, Сочі) — узбецький та російський футболіст, захисник клубу «Насаф» та національної збірної Узбекистану.

## Клубна кар'єра
У дорослому футболі дебютував 2008 року виступами за команду «Сочі-04» з російської другої ліги, в якій того року взяв участь у 21 матчі чемпіонату. По завершені сезону клуб припинив існуванні і Ігор перейшов у іншу місцеву команду «Жемчужина» (Сочі), з якою за підсумками сезону 2009 року вийшов до першої ліги.
У 2011 році і цей сочинський клуб збанкрутував, тому футболіст перейшов до московського «Локомотива», підписавши трирічний контракт, але виступав лише за молодіжний склад. У 2012 році перейшов до чеської «Сігми» (Оломоуць) на правах оренди і провів за неї п'ять матчів. Згодом грав в оренді в російських нижчолігових клубах «Шинник», «Хімки» та «Сочі».
У лютому 2015 року перейшов на правах оренди в узбецький клуб «Коканд 1912». Після закінчення контракту з «Локомотивом» перед сезоном 2016 року Голбан залишився в Узбекистані і підписав контракт з іншим місцевим клубом «Навбахор». З липня того ж року став гравцем «Насафа», де провів два роки.
Своєю грою за останню команду знову привернув увагу представників тренерського штабу клубу «Навбахор», до складу якого повернувся 2018 року. Цього разу відіграв за наманганську команду наступні шість сезонів своєї ігрової кар'єри. Більшість часу, проведеного у складі «Навбахора», був основним гравцем захисту команди, а на початку 2024 року знову повернувся у «Насаф». Того ж року став з командою чемпіоном Узбекистану. Станом на 21 березня 2025 року відіграв за команду з міста Карші 23 матчі в національному чемпіонаті.

## Виступи за збірні
2009 року дебютував у складі юнацької збірної Росії (U-19), загалом на юнацькому рівні взяв участь у 8 іграх, відзначившись одним забитим голом.
2011 року залучався до складу молодіжної збірної Росії головним тренером Миколою Писарєвим, зігравши у 3 офіційних матчах.
У березні 2020 року отримав громадянство Узбекистану після п'яти років виступів у країні і 8 жовтня 2020 року дебютував в офіційних матчах у складі національної збірної Узбекистану в товариському матчі проти Ірану (1:2). Загалом провів за збірну 4 матчі.

## Титули і досягнення
- Володар Суперкубка Чехії (1):

«Сігма» (Оломоуць): 2012
- Чемпіон Узбекистану (1):

«Насаф»: 2024
- Володар Суперкубка Узбекистану (1):

«Насаф»: 2025